# سو بروكس
سو بروكس (بالإنجليزية: Sue Brooks)‏ هي منتجة أفلام ومخرجة أسترالية، ولدت في 1 مايو 1953 في Pyramid Hill, Victoria ‏ في أستراليا.

## وصلات خارجية
- سو بروكس على موقع IMDb (الإنجليزية)
- سو بروكس على موقع ألو سيني (الفرنسية)
- سو بروكس على موقع أول موفي (الإنجليزية)
- سو بروكس على موقع قاعدة بيانات الفيلم (الإنجليزية)
- سو بروكس على موقع كينوبويسك (الروسية)